# Fernando Rufino
Fernando Rufino de Paulo (Eldorado, 22 de maio de 1985), é um paracanoísta brasileiro.

## Biografia
Peão de rodeio, Fernando sempre desejou viajar pelo mundo e queria se envolver em algum esporte que o ajudasse a realizar esse sonho. Em 2012, portanto, se interessou pela paracanoagem e logo conseguiu bons desempenhos em campeonatos mundiais.

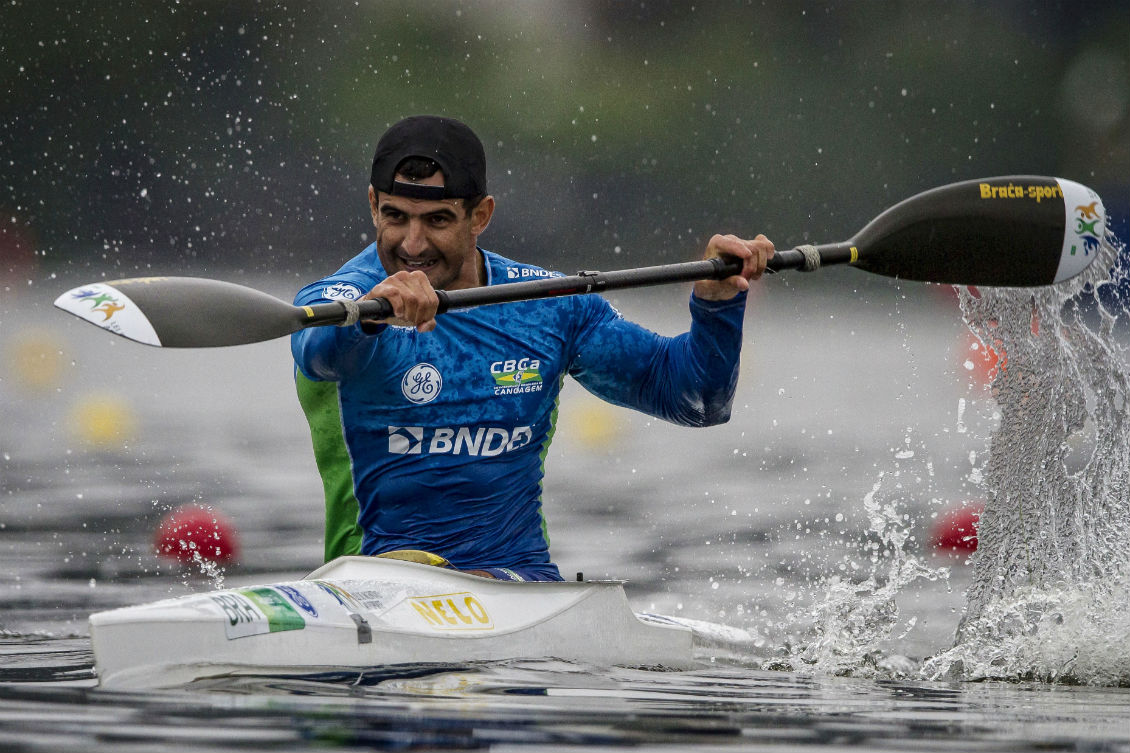
Fernando Rufino em 2015

Ele conquistou a medalha de ouro nos Jogos Paralímpicos de Verão de 2020 em Tóquio na prova de va'a VL2 masculino.